# Галущак, Борис Савельевич
Бори́с Саве́льевич Галуща́к (12 января 1934, Акмолинск, Казахская ССР — 27 марта 1999, Новосибирск) — директор Новосибирского приборостроительного завода в 1972—1999 годах.

## Биография
Родился в семье Галущака Савелия (Саввы) Кирилловича, участника освоения целины, Героя Социалистического Труда.
По окончании в 1956 году Московского авиационно-технологического института (МАТИ) направлен на работу в Новосибирск, на авиационный завод им. Чкалова (НАПО им. Чкалова). Работал на заводе сперва мастером, затем старшим мастером, заместителем начальника цеха, поочерёдно — начальником трех цехов, заместителем секретаря парткома.
В 1971 году за освоение самолета Су-24 работники завода им. Чкалова удостоены государственных наград. В их числе был и Б. С. Галущак (в то время начальник цеха № 3): он был награждён орденом Ленина.
В 1972 году Галущак принимает предложение стать директором Новосибирского приборостроительного завода, выпускавшего оптические приборы. Борис Савельевич руководил заводом более 25 лет (с 1986 года он — генеральный директор производственного объединения «Новосибирский приборостроительный завод»). Заводчане считают его одним из лучших руководителей завода за всю историю предприятия:

За время его руководства завод внедрил в производство 52 новых технологических процесса, выпустил более 100 новых изделий, в том числе гамму ночных и дневных наблюдательных и медицинских приборов; построено 5 новых цехов с контрольно-испытательной станцией, здание заводоуправления, дворец культуры, пять общежитий, шесть детских садов, база отдыха, профилакторий, спортивный комплекс, создано подсобное хозяйство.

Галущак не только вывел завод из прорыва и вернул былую славу, но и приумножил её, сделал Новосибирский приборостроительный известным в стране. Конец 1970-х и 1980-е годы — это расцвет предприятия, когда интенсивно строились и расширялись его корпуса, обновлялось и модернизировалось производство, росла и укреплялась социальная база. Предприятие уверенно завоевывало лидирующее положение в отрасли по выпуску и оснащению сухопутной техники страны современными оптическими приборами.

Неоднократно избирался депутатом в Новосибирский областной и городской Советы, член Новосибирского обкома КПСС. Являлся членом-корреспондентом Российской академии информатизации.
Являлся инициатором создания Новосибирского клуба директоров оборонных предприятий «СЭР» («Содружество — Эффективность — Развитие»), образованного в 1995 году.
Умер 27 марта 1999 года. Похоронен в Новосибирске на Заельцовском кладбище.

## Награды, премии и звания
- Орден Ленина (1971).
- Два ордена Трудового Красного Знамени (1976, 1981).
- Юбилейная медаль «За доблестный труд. В ознаменование 100-летия со дня рождения В. И. Ленина» (1970).
- Юбилейная медаль «Тридцать лет Победы в Великой Отечественной войне 1941—1945 гг.» (1975).
- Государственная премия СССР (1985).
- Звание «Заслуженный машиностроитель Российской Федерации» (1996).
- Звание «Почетный житель города Новосибирска» (2023, посмертно)[5].
- Награждён также тремя медалями ВДНХ, нагрудным знаком «Отличник народного просвещения» и пр.

## Память

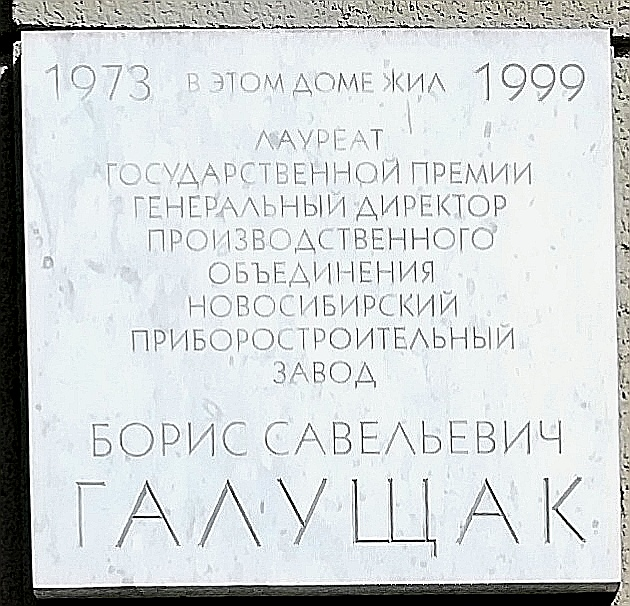
Мемориальная доска на «Стоквартирном доме»

- На здании заводоуправления ПО «Новосибирский приборостроительный завод», а также на доме, где жил Галущак в Новосибирске («Стоквартирный дом»), установлены мемориальные доски.
- Именем Б. С. Галущака назван Новосибирский авиационный технический колледж.
- Именем Б. С. Галущака названы улица и микрорайон[6] в Заельцовском районе Новосибирска.
- На базе Центра высшего спортивного мастерства Новосибирска ежегодно проходит первенство Новосибирской области по греко-римской борьбе среди юношей, посвященное памяти Б. С. Галущака.
- Одна из аудиторий Сибирского независимого института в Новосибирске носит имя Б. С. Галущака.